# Cité-Universitaire (quartier)
Pour les articles homonymes, voir Cité universitaire.
La Cité-Universitaire est un des 35 quartiers de la ville de Québec. Elle est située dans l'arrondissement de Sainte-Foy–Sillery–Cap-Rouge. Plusieurs lieux d'enseignement s'y retrouvent dont le campus principal de l'Université Laval.

## Histoire

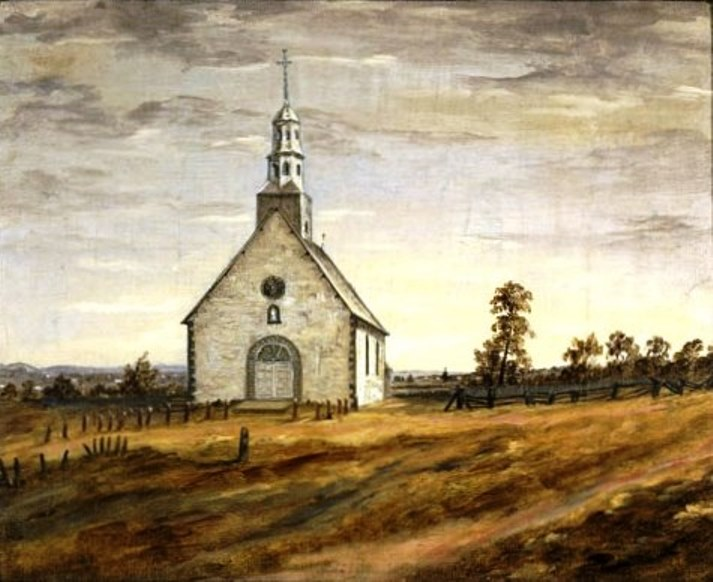
L'église Notre-Dame-de-Foy, en 1855. Ce noyau paroissial de Sainte-Foy était situé à la bordure ouest actuelle du quartier.

### Époque coloniale
Le territoire est d'abord inclus dans la seigneurie de Sillery, concédée en 1651 aux Hurons-Wendat, sous la tutelle des Jésuites de Kamiskoua-Ouangachit. Le peuplement débute dans les années 1660. Une chapelle d'écorce destinée aux Amérindiens et aux colons français est bâtie en 1667 à l'angle du chemin des Quatre-Bourgeois et de l'autoroute Robert-Bourassa. À partir de 1673, les Hurons-Wendat quittent l'endroit pour Lorette. Le secteur dit de « Côte Saint-Michel » est défriché le long du chemin Sainte-Foy (alors désigné Saint-Michel). La mission Notre-Dame-de-Foy, établie au coin de la route de l'Église et du chemin Sainte-Foy, est érigée en paroisse dès 1678 par François de Laval. C'est à cet endroit, situé à l’extrémité ouest actuelle du quartier, que le village de Sainte-Foy prend racine.

### Premier phase de développement

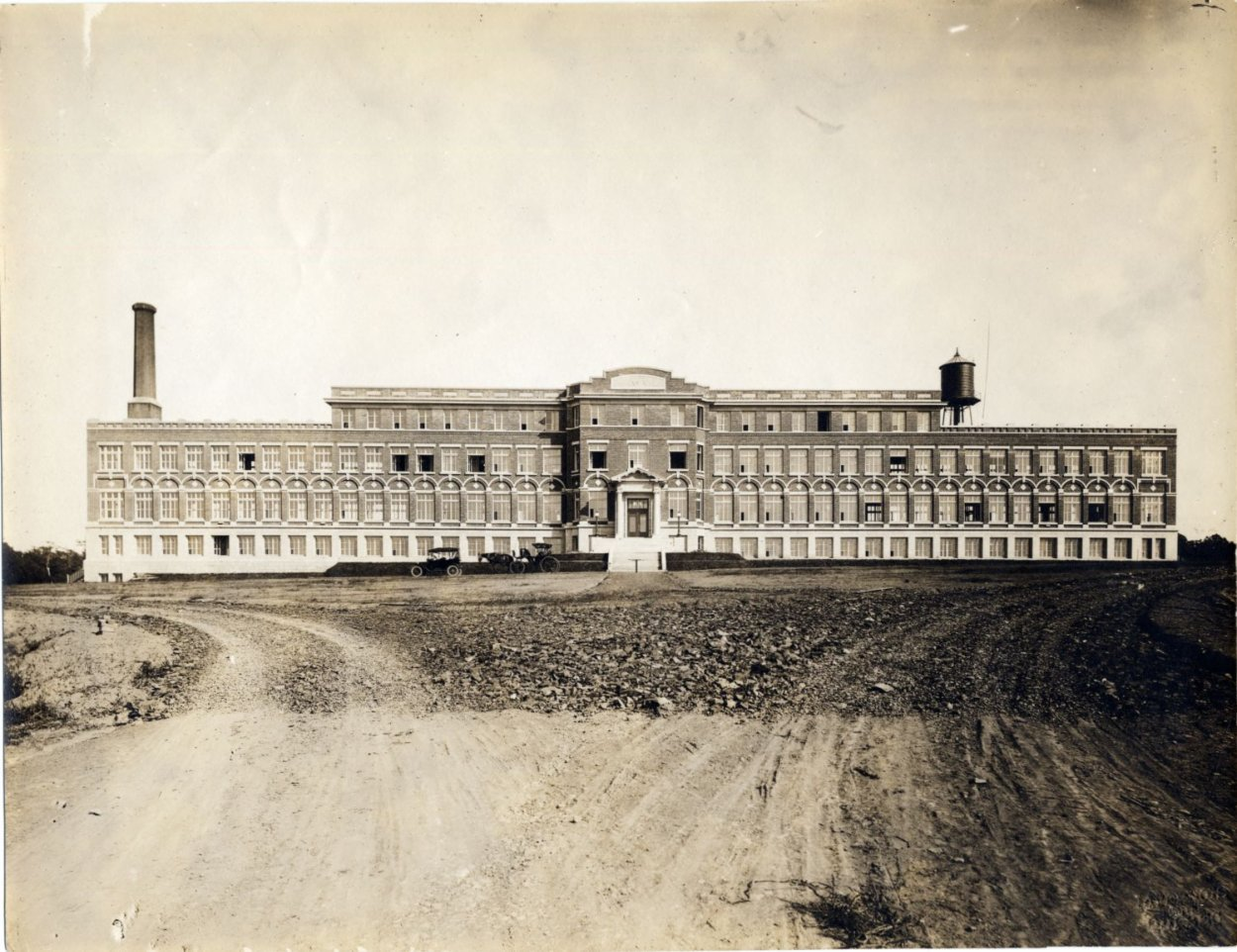
L'hôpital Laval, vers 1920. Il s'agit de l'un des plus vieux et des plus imposants bâtiments du quartier.

Jusqu'au XXe siècle, ce secteur de Sainte-Foy a une vocation purement agricole. Progressivement, l'étalement urbain de Québec fait naître certaines institutions au milieu de cette zone rurale : le cimetière Notre-Dame-de-Belmont (1859), l'hôpital Laval (1918), l'Institut Saint-Jean-Bosco (1923) et le pavillon Montcalm (1925). En 1947, l'Université Laval est à l'étroit dans ses bâtiments ancestraux du Vieux-Québec et prévoit ses problèmes s'aggraver avec le boom démographique de l'Après-guerre. L'urbaniste Édouard Fiset réalise une étude préliminaire sur la création d'une vaste cité universitaire à Sainte-Foy. Le projet se met en branle rapidement. Dès 1950, le pavillon Abitibi-Price est érigé et devient le premier d'une longue série de bâtiments à voir le jour sur ce site.

### Époque moderne

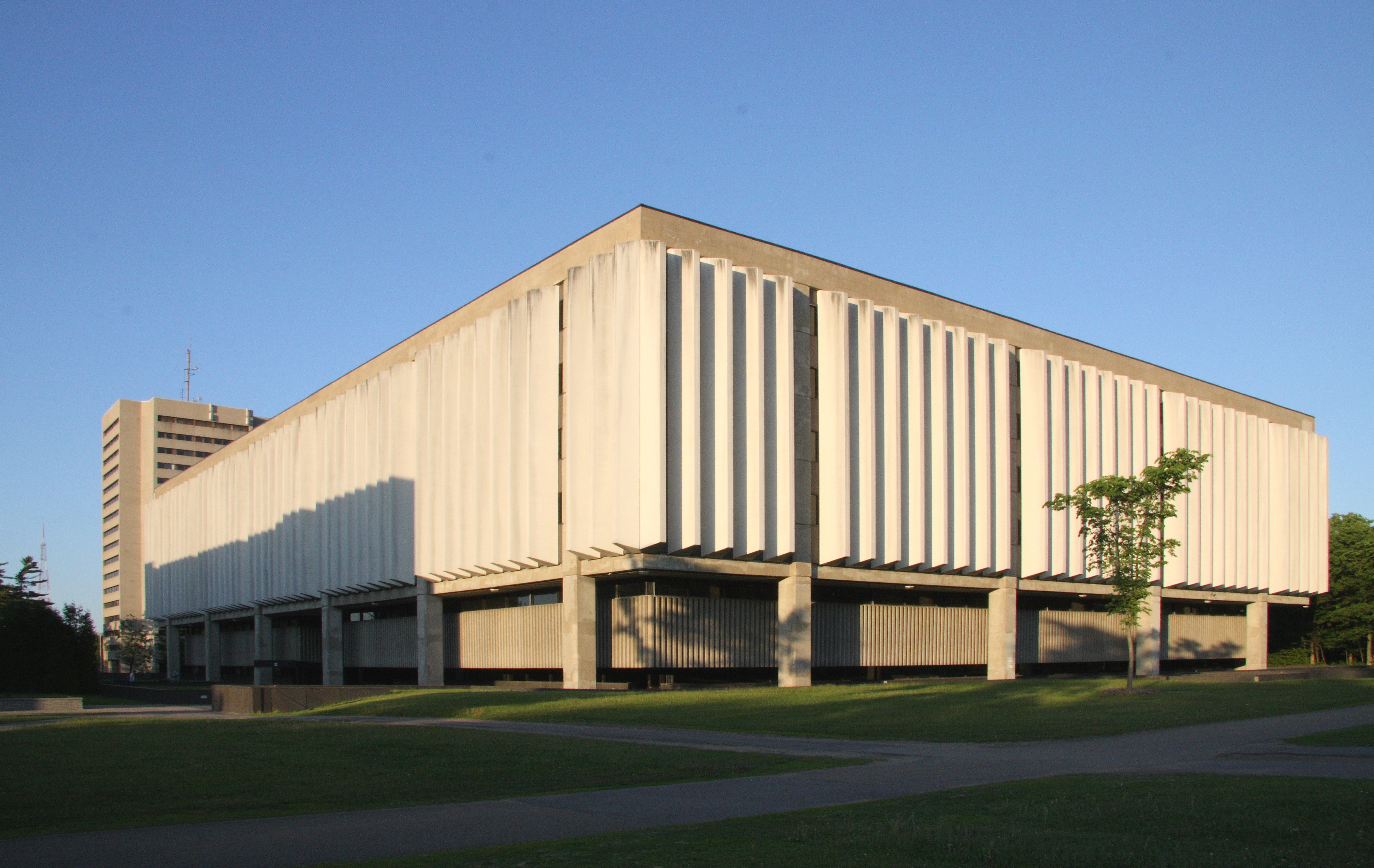
Le pavillon Jean-Charles-Bonenfant (1968), comme plusieurs bâtiments du campus universitaire, est un exemple d'architecture moderne caractéristique de la Révolution tranquille.

Les années 1950 et 1960 voient véritablement sortir le quartier de terre. En parallèle du chantier du campus, le reste du territoire est quadrillé de rues résidentielles où s'alternent bungalows et immeubles d'appartements. Ce grand ensemble possède des caractéristiques architecturales répétitives et témoigne de la rapidité de l'urbanisation de la Cité-Universitaire. Cette explosion démographique fait naître plusieurs centres commerciaux dont Place Laurier (1961), au sud-ouest, et la Pyramide de Sainte-Foy (1975), au nord. Le quartier confirme son identité de « cité étudiante » avec l'arrivée des cégeps François-Xavier-Garneau, Sainte-Foy et Champlain St. Lawrence au tournant des années 1970. En raison de la circulation automobile générée par la nouvelle cité, l'autoroute Robert-Bourassa est mise en service en 1975, traversant le quartier en son centre dans un axe nord-sud.
Cette effervescence urbanistique finit par s’essouffler à la fin des années 1970, le sol étant entièrement occupé à l’exception de certaines zones du campus de l'université qui sont réservées à la conservation naturelle ou au développement ultérieur. En 2002, la ville de Sainte-Foy est fusionnée à Québec et le secteur devient un quartier au sein de l'arrondissement de Sainte-Foy-Sillery. La Cité-Universitaire est depuis quelques années dans une phase de mûrissement et même de densification. Le nord du campus de l'université voit la construction du Stade TELUS-Université Laval en 2010 et l'agrandissement du PEPS en 2013. Durant cette période, des travaux de réaménagement routier sont opérés dans ce secteur.

## Portrait du quartier

Carte du campus de l'Université Laval, occupant une superficie importante au sein du quartier.

Le quartier est centré sur le campus de l'Université Laval, mais il comprend également d'autres secteurs à vocation résidentielle, commerciale, industrielle et institutionnelle. À ce titre, il constitue un des quartiers les plus variés de la ville de Québec. Il est délimité par les rues suivantes :
- Est : avenue Painchaud
- Ouest : autoroute Henri-IV et avenue Wolfe
- Nord : autoroute Charest
- Sud : boulevard Laurier et boulevard René-Lévesque

Au conseil municipal de Québec, le quartier est représenté par les districts municipaux de Saint-Louis–Sillery et du Plateau.

### Artères principales
- Autoroute Robert-Bourassa (autoroute 740), au sud de l'autoroute Charest
- Boulevard du Versant-Nord, à l'est de l'autoroute Henri-IV
- Boulevard Hochelaga, à l'est de l'avenue de Germain-des-Prés
- Boulevard Laurier (route 175), entre l'avenue des Gouverneurs et l'avenue de Germain-des-Prés
- Chemin des Quatre-Bourgeois, à l'est de l'autoroute Henri-IV
- Chemin Sainte-Foy, entre le Cégep Garneau et l'autoroute Henri-IV
- Route de l'Église, au nord du chemin des Quatre-Bourgeois

### Parcs, espaces verts et loisirs

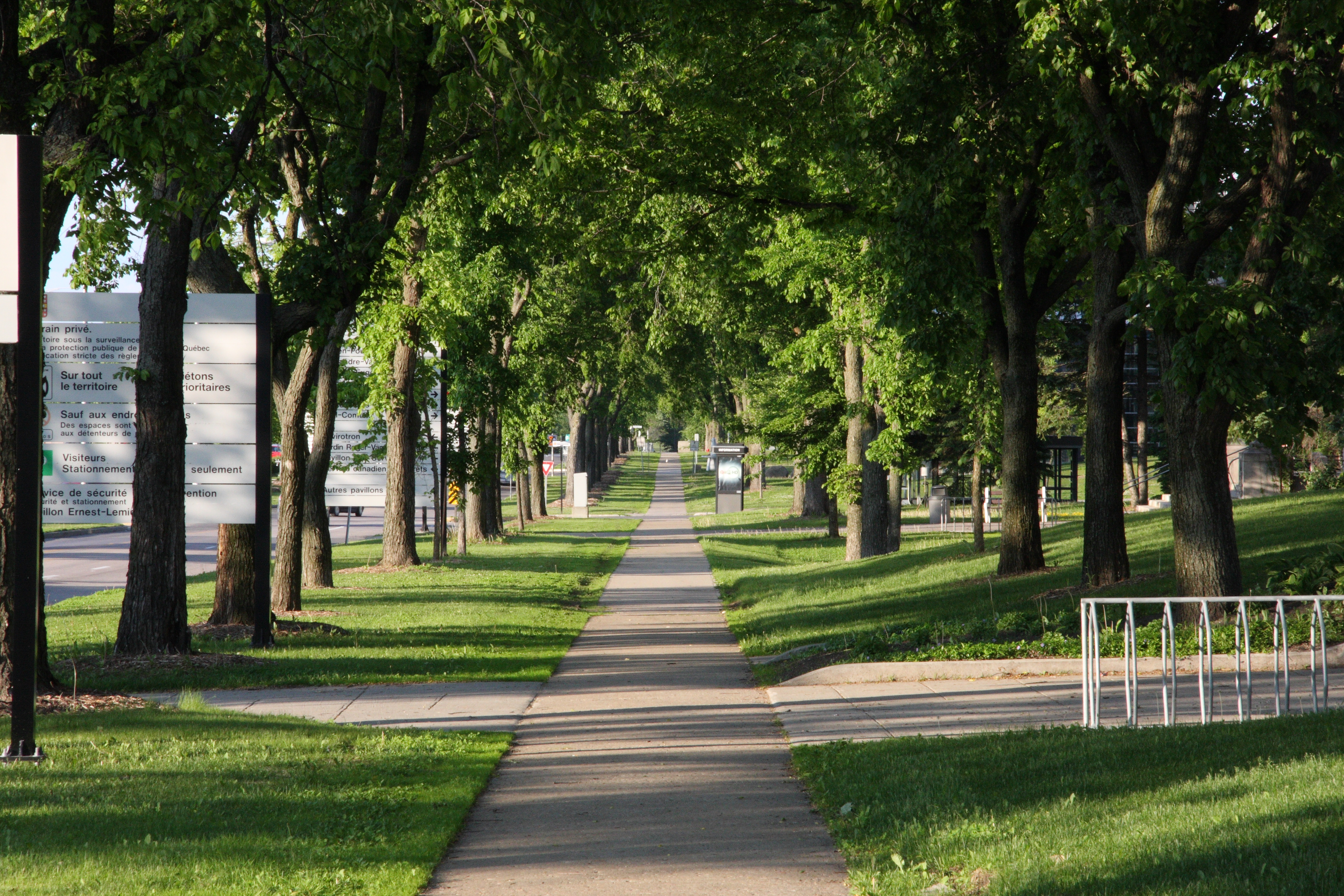
Le vaste campus de l'Université Laval regroupe la majorité des espaces verts et des installations sportives de la Cité-Universitaire.

- Pavillon de l'éducation physique et des sports (PEPS) de l'université Laval, comprenant le Stade du PEPS, une piscine olympique, une aréna et de nombreux plateaux sportifs intérieurs et extérieurs.
- Jardin botanique Roger-Van den Hende
- Site historique de la Visitation, installé dans les ruines de l'ancienne église Notre-Dame-de-Foy (1878, incendiée en 1977)

### Édifices religieux
- Cimetière Notre-Dame-de-Belmont
- Église Notre-Dame-de-Foy[6] (1979)
- Église Saint-Jean-Baptiste-de-La-Salle[7] (1967)
- Église Saint-Thomas-d'Aquin[8] (1955)
- La Grande mosquée de Québec (2009)[9]
- Mosquée Annour (1999)[10], la première mosquée de Québec.
- Trinity Church[11], anglicane (1961). Cette église est aussi utilisée par la congrégation de l'Église réformée Saint-Marc, membre de l'Église réformée du Québec.

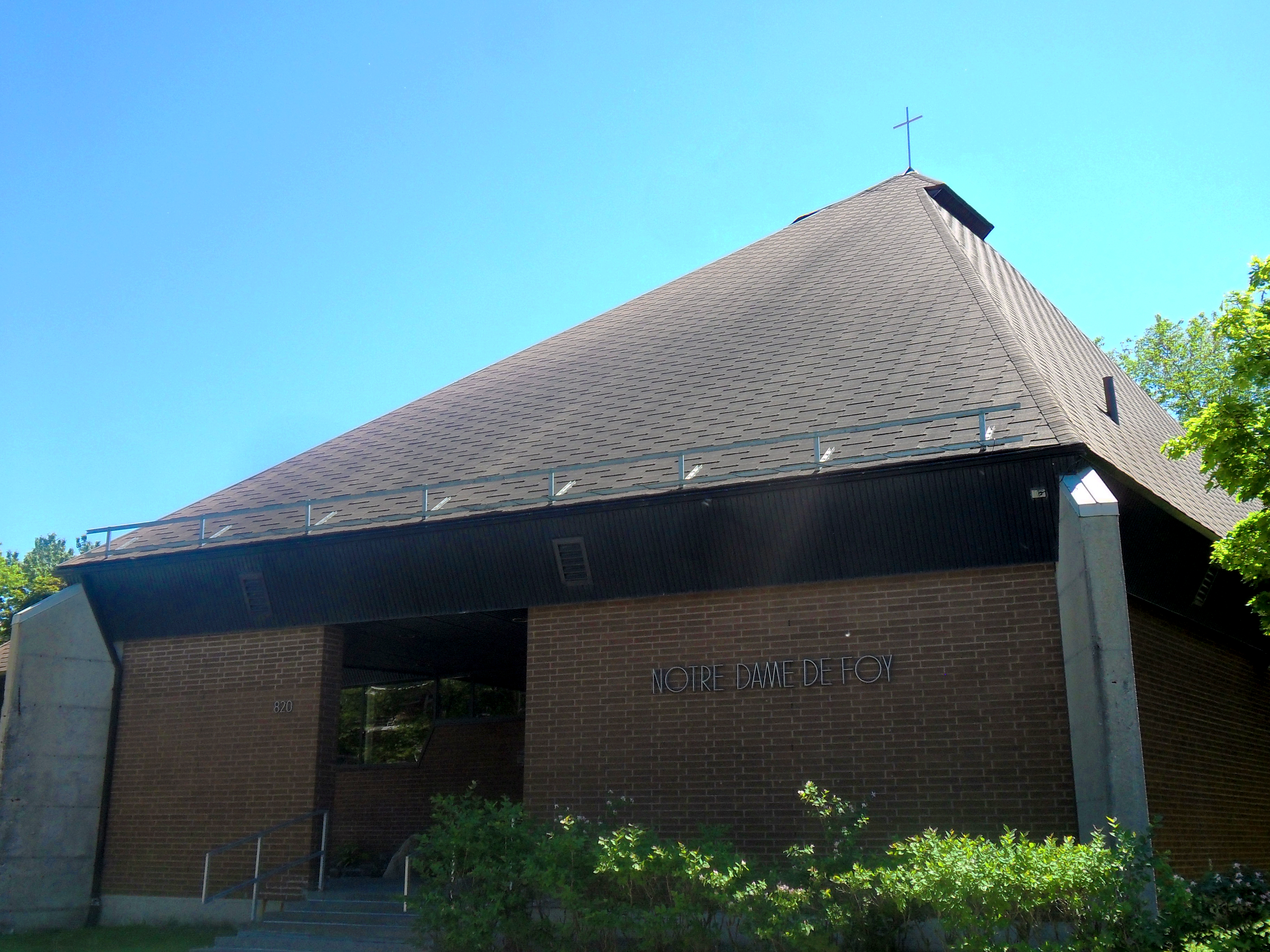
Église Notre-Dame-de-Foy (1979)
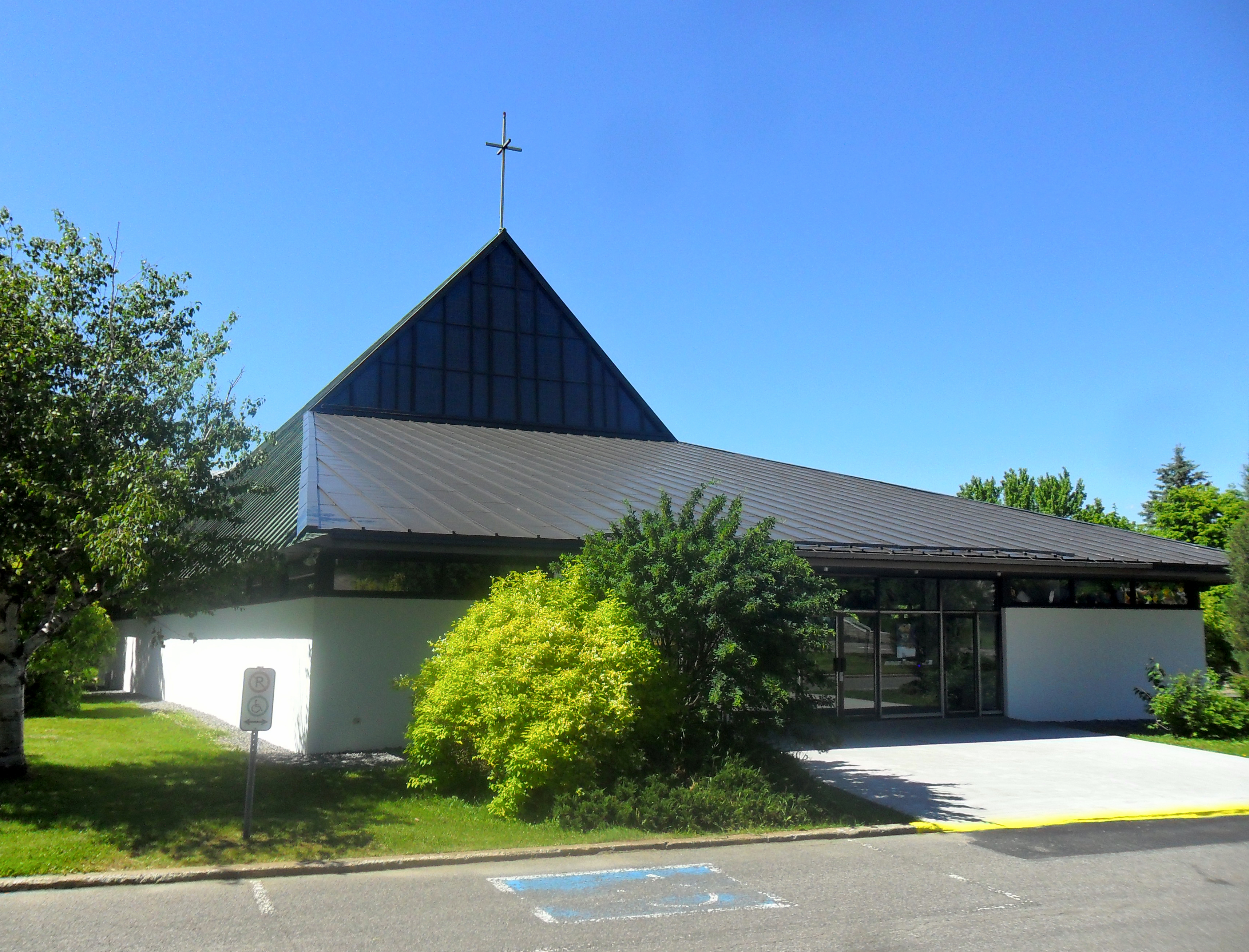
Église Saint-Jean-Baptiste-de-La-Salle (1967)
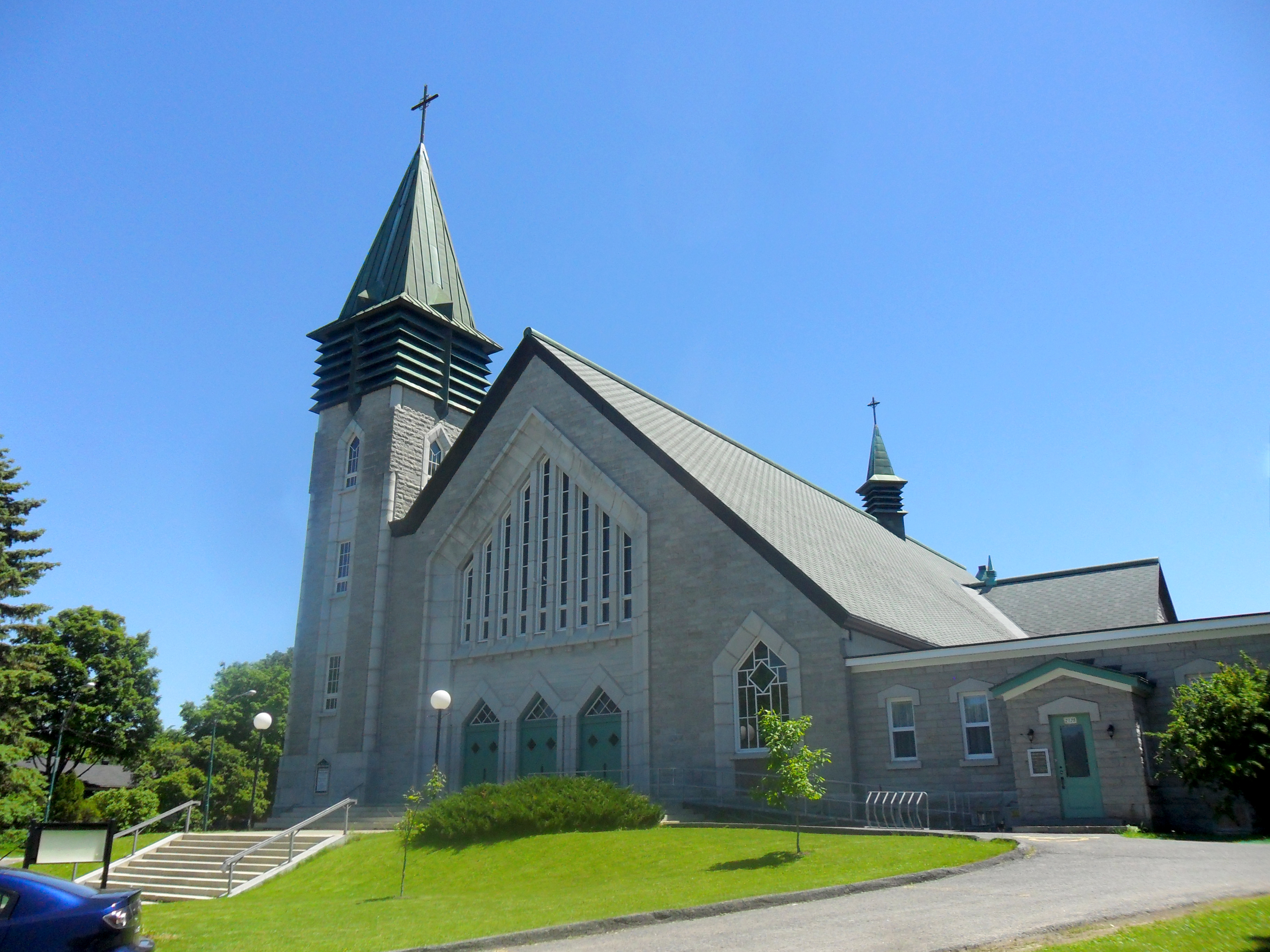
Église Saint-Thomas-d'Aquin (1955)
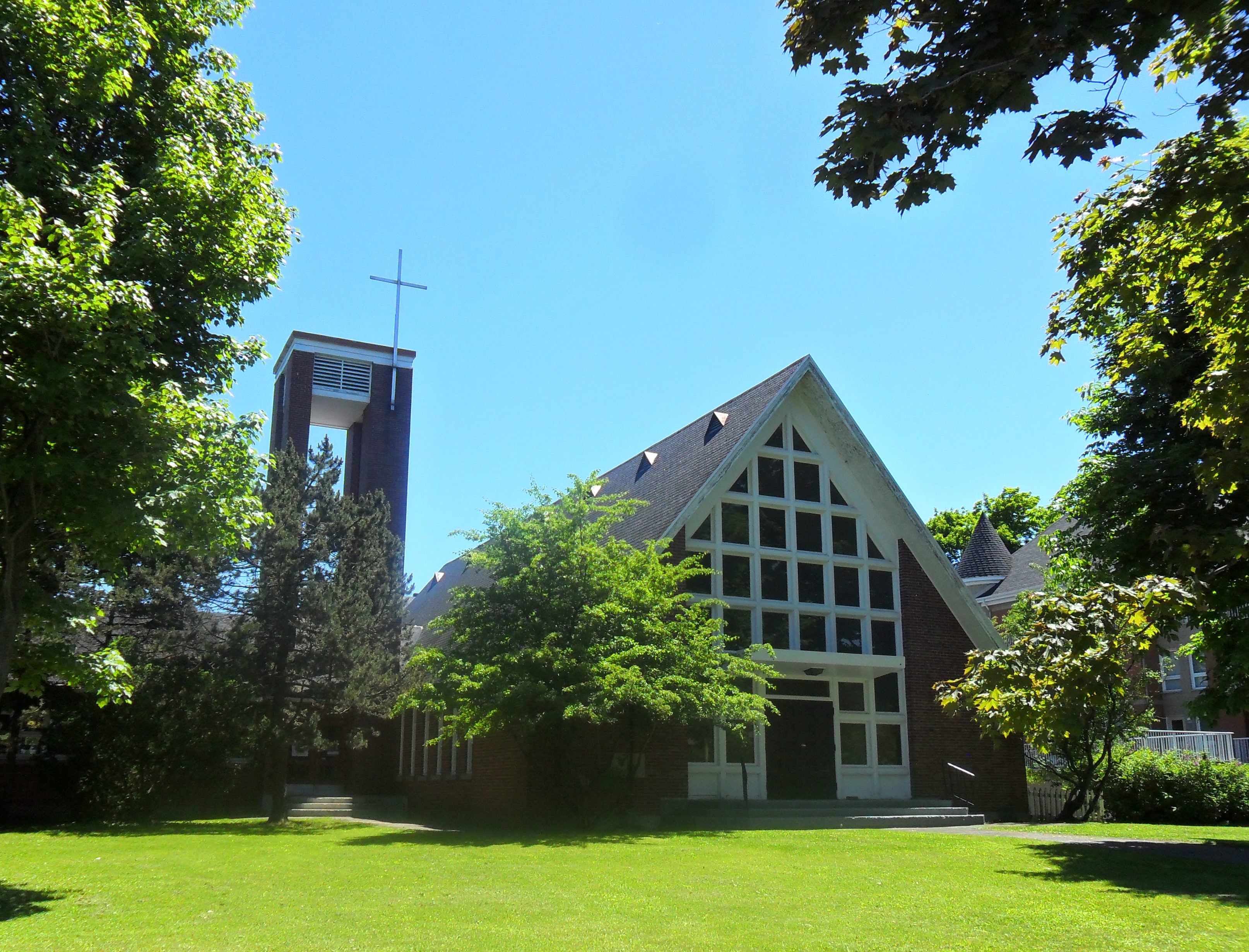
Trinity Church (1961)

### Musées, théâtres et lieux d'expositions

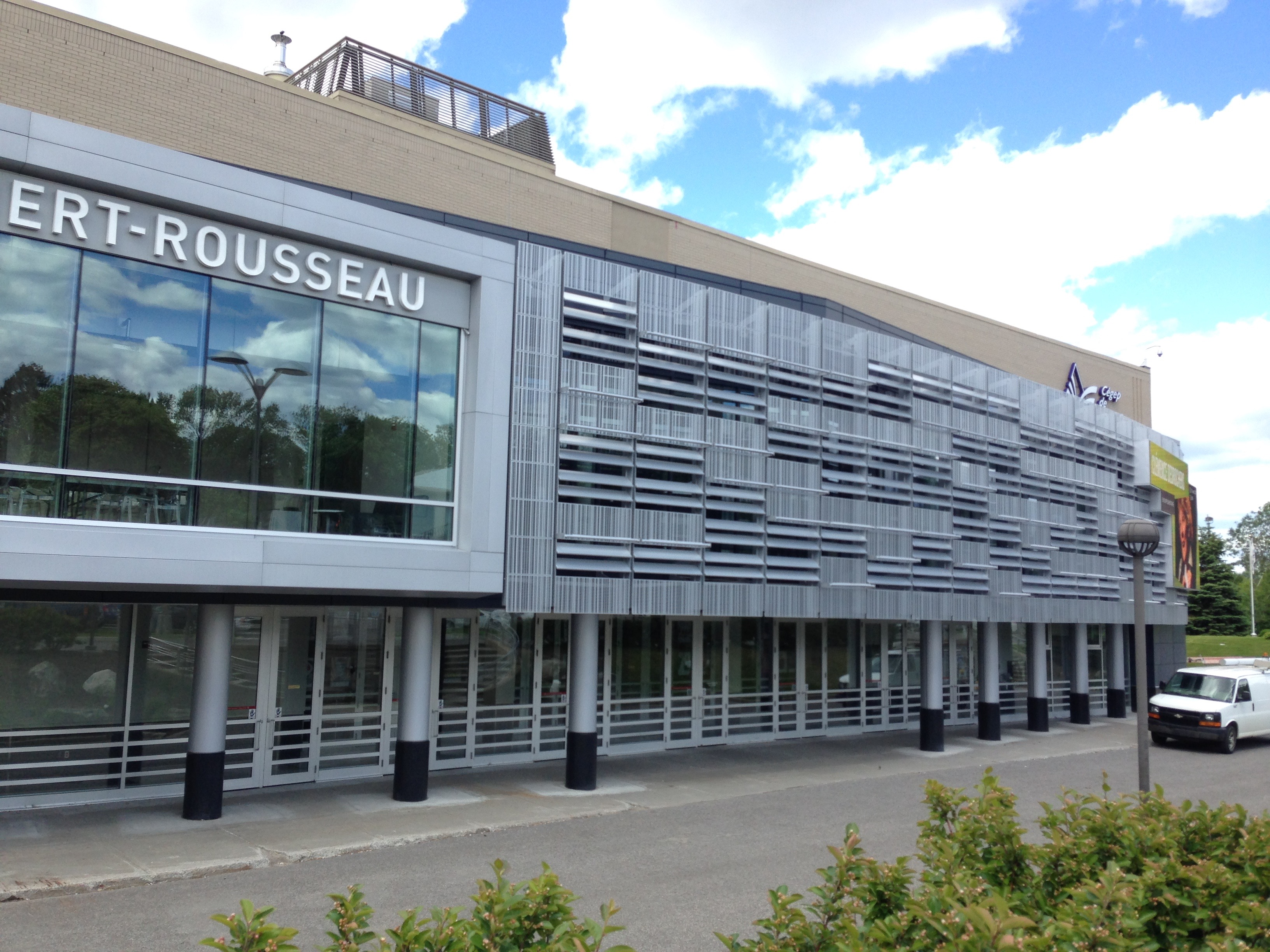
Salle Albert-Rousseau

- Archives nationales du Québec (Université Laval)
- Salle d'exposition du Pavillon Alphonse-Desjardins
- Amphithéâtre Hydro-Québec (Université Laval)
- Cinéma le Clap
- Salle Albert-Rousseau
- Théâtre de la Cité-Universitaire
- Centre d'interprétation historique de Sainte-Foy
- Expo-Théâtre de la Visitation

### Commerces et entreprises
- Laurier Québec
- Pyramide de Sainte-Foy
- Place de la Cité
- Place Sainte-Foy
- Plaza Laval
- Parc industriel Colbert Est

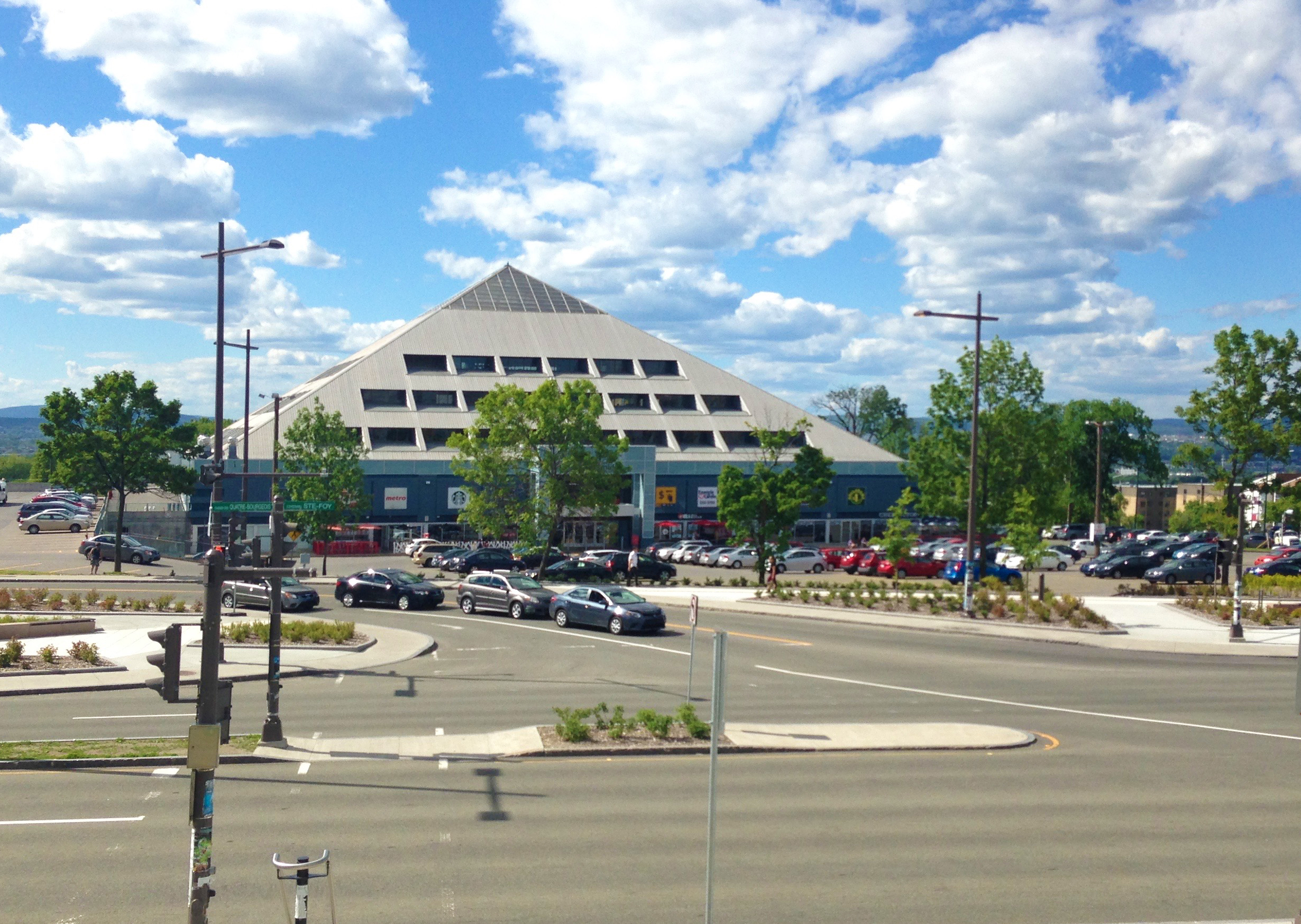
La Pyramide, principal pôle commercial au nord du quartier.

- Parc industriel Jean-Talon (partie)
- Station de télévision CFCM-TV (réseau TVA)
- Station de radio Info800

### Lieux d'enseignement
- Université Laval, campus principal
- Cégep Garneau
- Cégep de Sainte-Foy

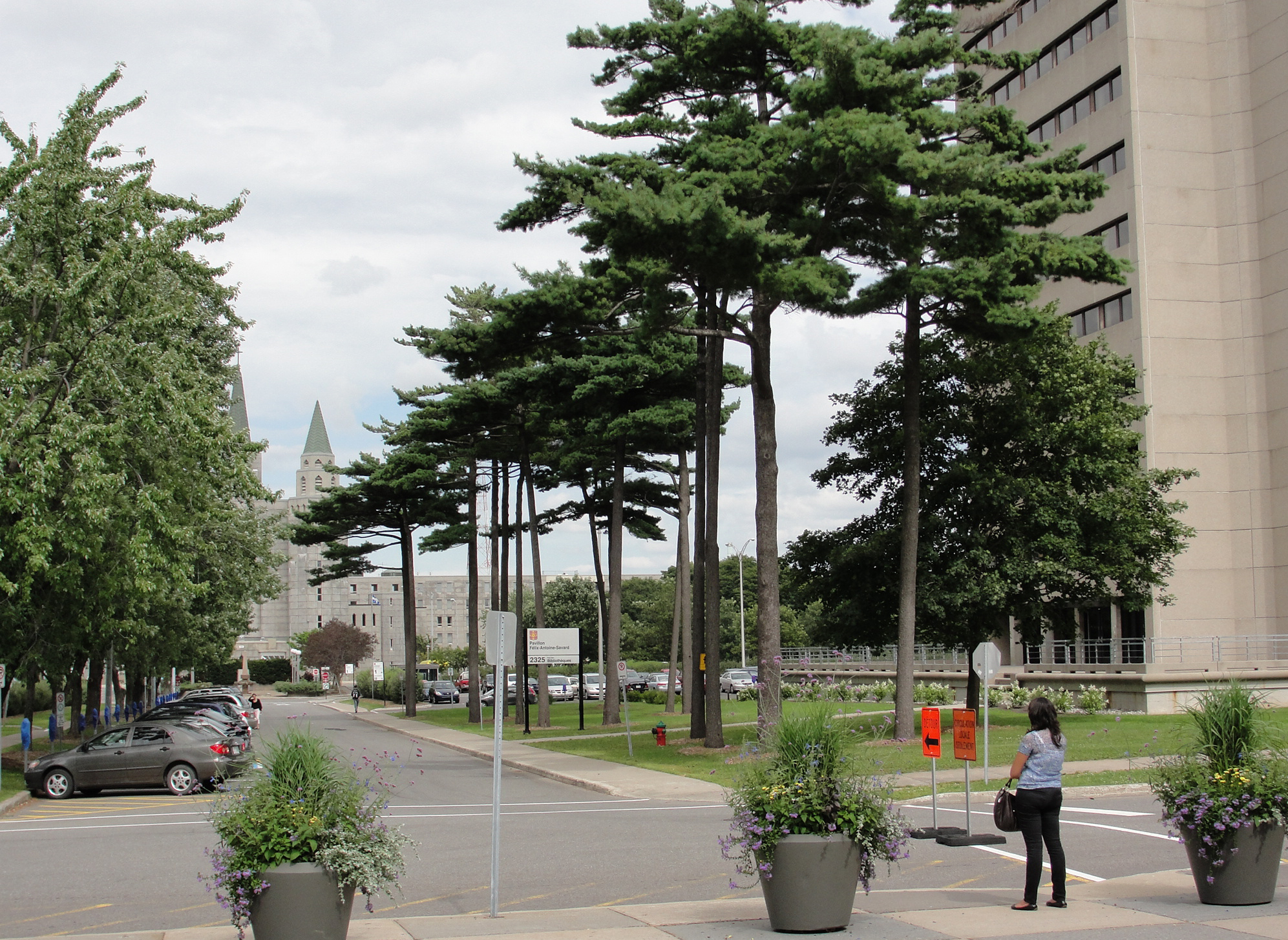
Rue des Sciences de l'éducation, sur le campus de l'Université Laval.

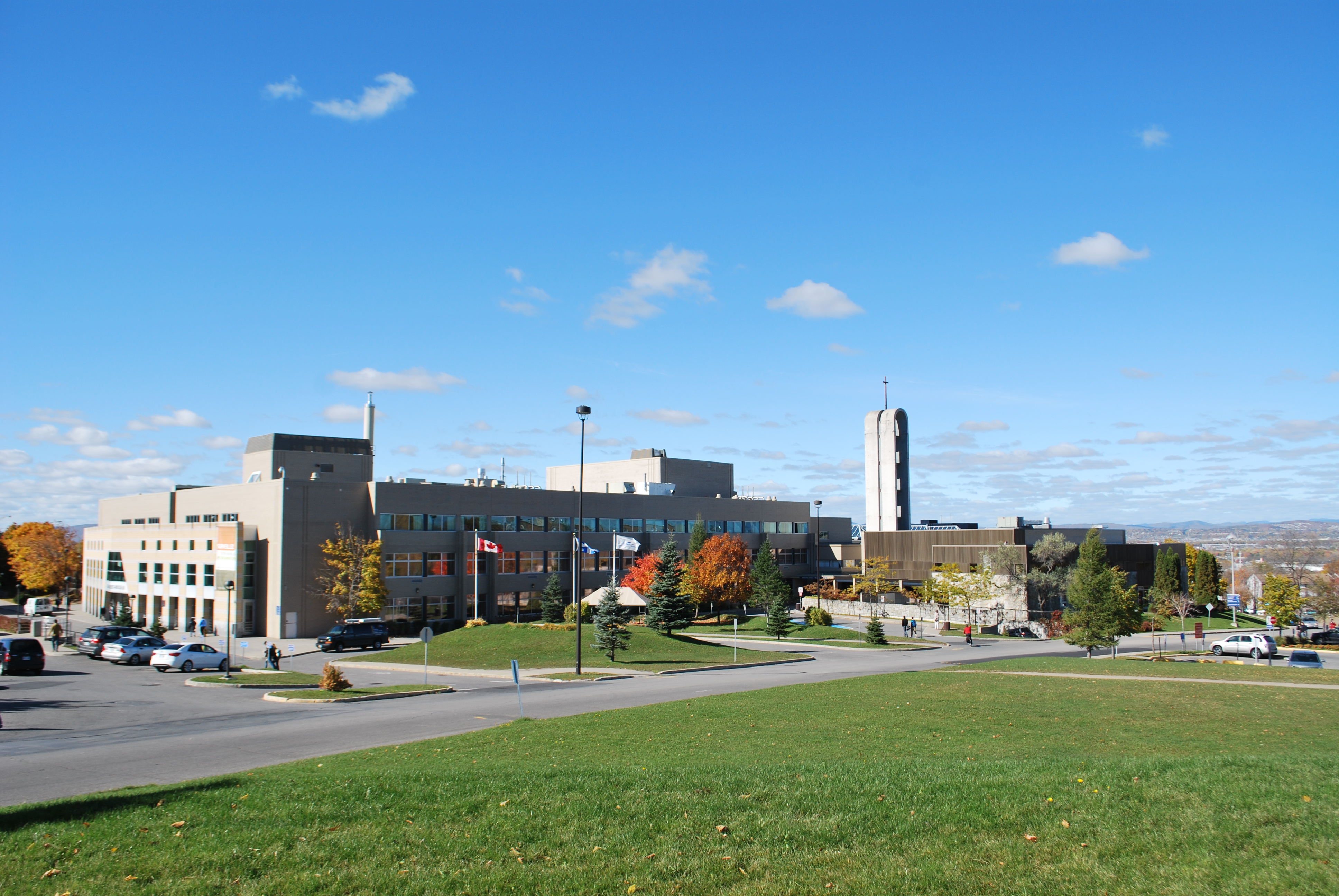
Vue des bâtiments du Cégep de Sainte-Foy.

- Collège régional Champlain St. Lawrence
- Commission scolaire des Découvreurs:
  - Siège social
- Écoles privées
  - Centre psycho-pédagogique de Québec inc. (École Saint-François)

### Autres édifices notables
- Maison Gomin, l'ancienne Prison des femmes fermée en 1992[12], ayant l'allure d'un château-fort.
- Institut universitaire de cardiologie et de pneumologie de Québec, anciennement Hôpital Laval

## Démographie
Lors du recensement de 2016, le portrait démographique du quartier était le suivant :
- sa population représentait 16,1 % de celle de l'arrondissement et 3,1 % de celle de la ville.
- l'âge moyen était de 42,9 ans tandis que celui à l'échelle de la ville était de 43,2 ans.
- 31,4 % des habitants étaient propriétaires et 68,6 % locataires.
- Taux d'activité de 60 % et taux de chômage de 9,3 %.
- Revenu moyen brut des 15 ans et plus : 37 960 $.

| 1996   | 2001   | 2006   | 2011   | 2016   | 2021   |
| ------ | ------ | ------ | ------ | ------ | ------ |
| 15 985 | 15 750 | 17 315 | 17 580 | 16 625 | 20 565 |